# Cathédrale de la Dormition de Iaroslavl
Pour les articles homonymes, voir Cathédrale de la Dormition.
La cathédrale de la Dormition (en russe : Успенский собор, Ouspenski sobor, d'après le nom de la fête de la « Dormition de la Très Sainte Mère de Dieu », célébrée le 15 août et que les catholiques appellent aussi « Assomption ») est une cathédrale orthodoxe située à Iaroslavl, ville de l'Anneau d'or de Russie et dont le centre historique est classé patrimoine mondial par l'Unesco depuis 2005. Elle fut édifiée au confluent de deux cours d'eau : la Volga et le Kotorosl. Entre la première construction en 1215 et sa destruction totale en 1937, elle fut restaurée et même reconstruite plusieurs fois : la première au début du XVIe siècle, et plus tard encore, au milieu du XVIIe siècle. Depuis 2004, à l'emplacement de l'édifice primitif, s'élève une église nouvelle, reconstruite avec des proportions plus grandes que la précédente.

## Histoire ancienne
C'est le prince de Rostov Veliki, Constantin Vladimirski, qui décida de la pose des premières pierres de la cathédrale en 1215, dans la cour du kremlin de Iaroslavl. La cathédrale fut consacrée solennellement en 1219, par l'évêque de Rostov, Cyrille Ier, et dénommée en l'honneur de la Vierge Marie : «Cathédrale de la Dormition». Elle datait donc de l'époque pré-mongole avant l'invasion de la Russie par la Horde d'or, comme de nombreux édifices de l'Anneau d'or de Russie. À la différence toutefois des autres monuments de Vladimir et de Souzdal de la principauté, elle fut construite en brique. Mais pour la décoration de la façade, de la pierre blanche avait également été utilisée. Le dallage était recouvert de carrelage de majolique et les portes étaient garnies de dorures de cuivre. Située sur la pointe du confluent entre deux cours d'eau, elle porte parfois le nom russe «na strelke» qui signifie «sur la pointe».

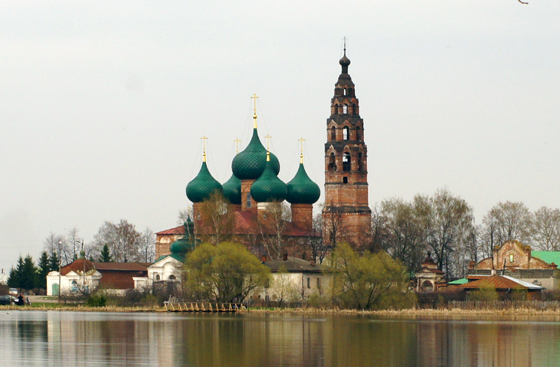
L'ensemble de la cathédrale de la Dormition de Iaroslavl avec un grand clocher étagé fut imité au début du XVIIIe siècle dans le village, petit mais riche, de Vélikoé, proche de Iaroslavl (à 41 km).

En 1501, un incendie survint qui détruisit sa voûte. Lors du déblaiement des débris du bâtiment aurait été constatée l'incorruptibilité des dépouilles des princes de la principauté de Iaroslavl, morts au XIIIe siècle — Basile et Constantin Vsévolodovitch. Les corps des deux princes devinrent des reliques importantes de la cathédrale. À nouveau, l'église fut reconstruite et consacrée vers 1516, vraisemblablement à l'emplacement de la précédente. L'église de la Dormition avait des dimensions relativement petites, mais disposait de caves et d'un étage et de plus, du côté de l'abside ouest, d'un chauffage au moyen d'un poêle à la russe. On peut considérer la cathédrale de l'Annonciation de Moscou (située dans le Kremlin de Moscou), comme un édifice de style plus proche de celui de Iaroslavl. Peut être cité aussi : le couvent de Novodievitchi à Moscou.
En 1642, le Tsar décide de détruire l'ancien édifice et de faire construire une nouvelle cathédrale en pierre à un endroit différent, ne conservant de l'ancienne que les caves, dans lesquelles était placé le trésor.
Comme l'emplacement était humide le voïvode proposa pour les fondations d'utiliser les pierres des étages supérieurs de l'ancienne église. En 1646, la cathédrale fut consacrée avec son clocher de 55 mètres de haut.

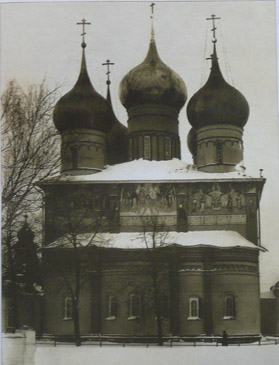
Côté de l'abside avant sa destruction en 1937.

Quelques années plus tard, en 1658, un nouvel incendie nécessita de lourds travaux.

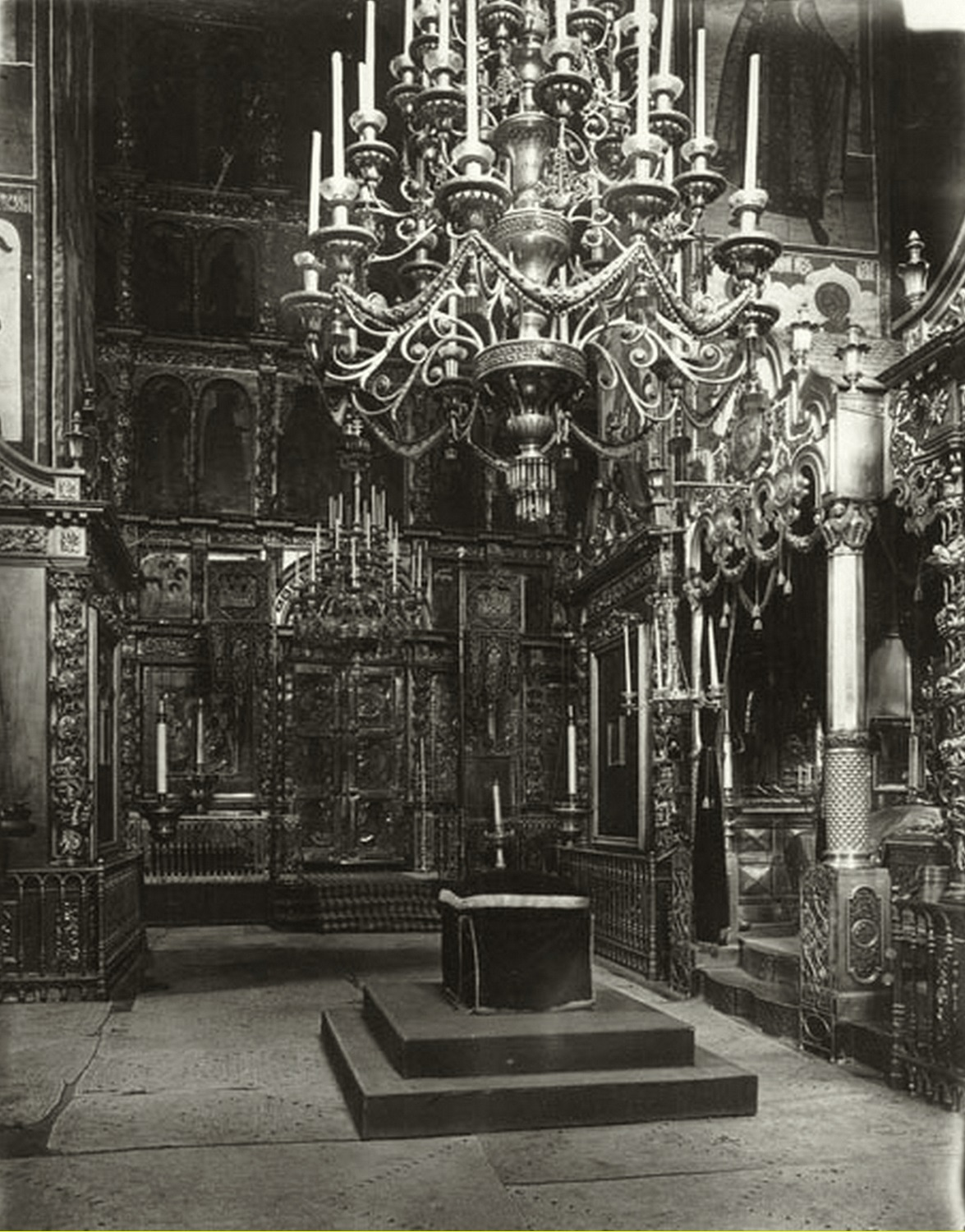
Intérieur de la cathédrale photo И. Ф. Барщевского, 1881

L'intérieur de la cathédrale fut restauré entre 1670-1674. Cette restauration subsista jusqu'en 1825 .
Durant les deux derniers siècles, l'édifice subit une série de travaux de reconstructions. Durant son règne, de 1762 à 1796, l'impératrice Catherine II de Russie entreprit un programme de rénovation urbaine dont bénéficia la ville de Iaroslavl. Les bâtiments existants dans la ville furent utilisés comme des éléments visuels clés pour le nouveau plan .
En 1832-1836, du côté du mur sud, fut ajoutée une église chauffée, avec un autel au nom des princes Basile et Constantin.
Suivant le projet de l'architecte Abraham Melnikov, un nouveau clocher étagé fut construit en remplacement de l'ancien.
En 1844, la coupole de la cathédrale fut couverte d'or. À la fin du XIXe siècle, le parvis ouest fut élargi et réuni à l'église chauffée des princes Basile et Constantin.

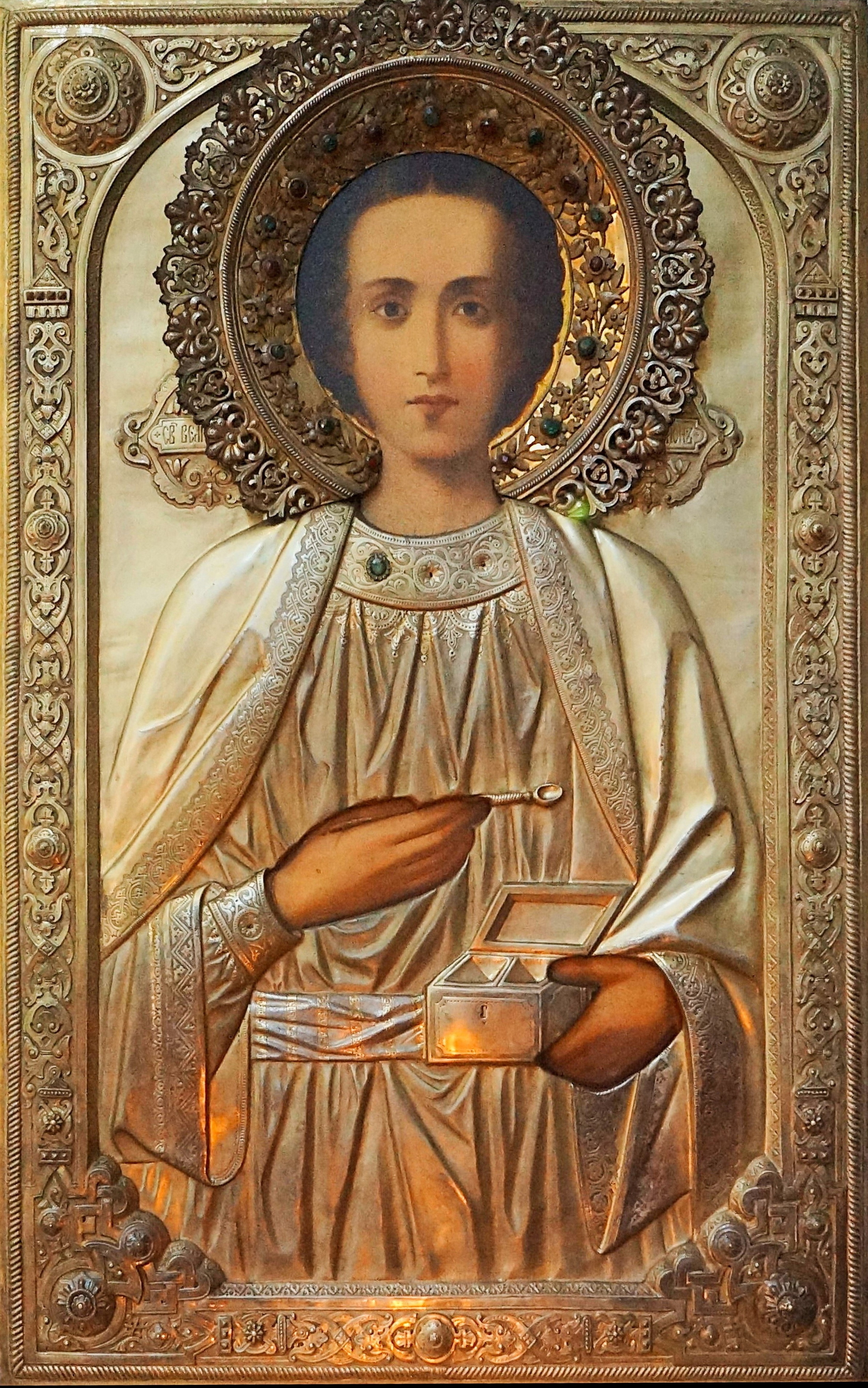
Icon of St.Panteleimon

À l'intérieur, à la fin du XIXe siècle la décoration était riche : il existait deux trônes, celui de l'Assomption et celui du prince Vladimir ; cinq étages d'iconostases avec des décorations précieuses ; des rangées d'icônes remarquables et d'objets anciens du culte.
Sous les voûtes de l'église furent inhumés les archevêques Paul, Siméon et Léonide.

## Histoire de la nouvelle cathédrale
L'ancienne cathédrale a beaucoup souffert au moment du soulèvement de Iaroslavl contre les Bolchéviks, en 1918. Une restauration partielle fut menée à l'automne 1924. Ensuite, elle fut encore affectée, sous le régime soviétique, à la bourse du travail, puis transformée en grenier à grain.
Finalement, à l'époque stalinienne, le 26 août 1937, deux jours avant la fête de la Dormition, la cathédrale fut dynamitée. Un parc citadin de loisirs fut planté à son emplacement.
Pour imaginer l'ancienne cathédrale, il faut aujourd'hui, se référer aux monuments russes proches de sa conception. Parmi ceux-ci, il faut citer : le couvent de Novodievitchi, un des plus connus de Moscou.

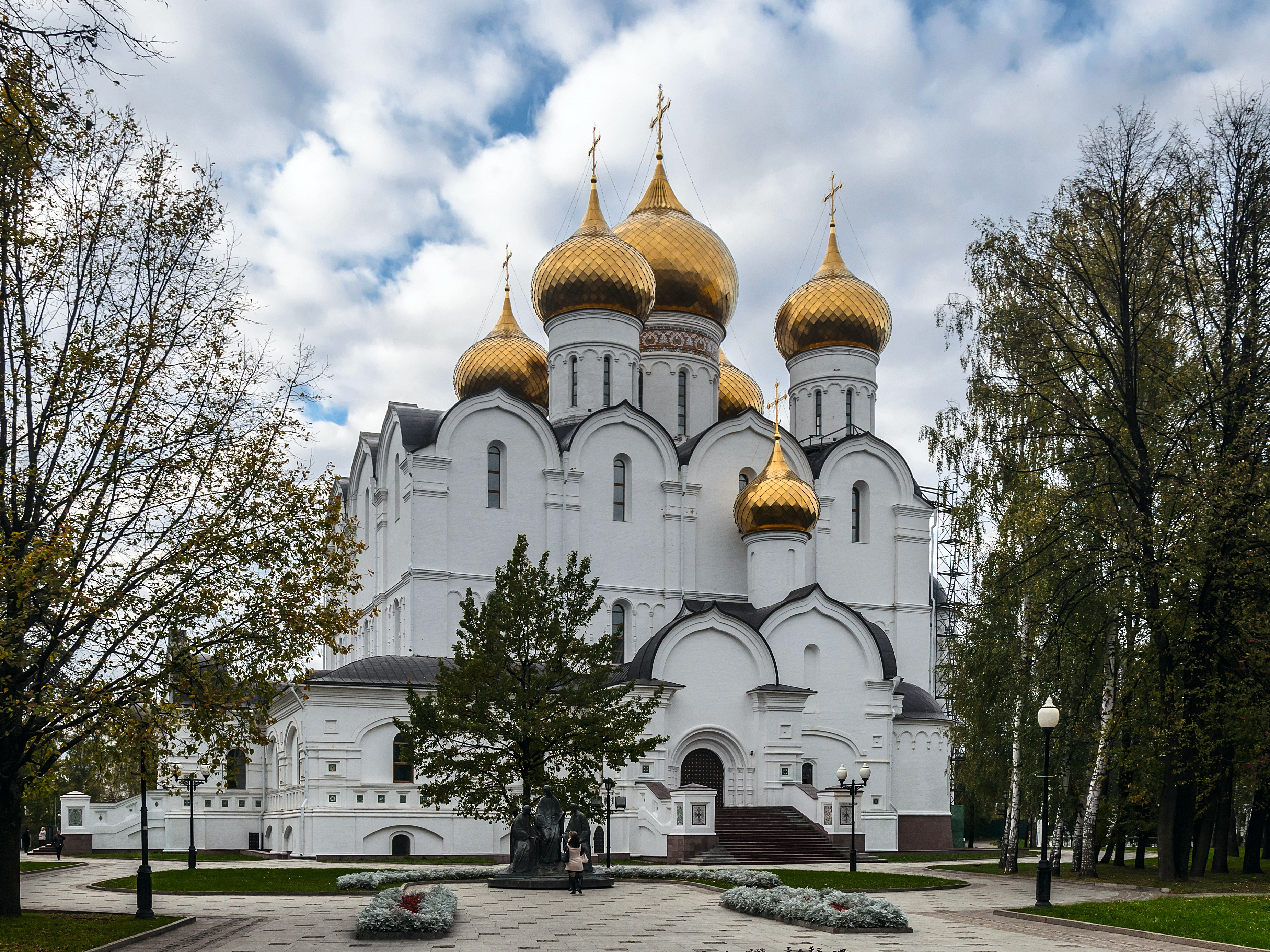
Nouvelle cathédrale de la Dormition en 2015

Le 26 octobre 2004, furent posées les fondations d'une nouvelle cathédrale de la Dormition au même endroit que la précédente. C'est l'architecte moscovite Alexis Denissov qui dessina les plans. Le principal mécène du projet fut l'homme d'affaires moscovite Victor Tyrchikine. La nouvelle cathédrale n'est plus semblable à celle que l'on fit exploser en 1937. La surface de l'édifice atteint 2 000 м2 et elle peut contenir plus de 4 000 personnes. La hauteur jusqu'au pied de la croix est de 50 mètres ; celle du clocher est de 70 mètres. Le rez-de-chaussée se compose d'une salle pour le culte, d'un musée, d'un réfectoire et d'une salle de repos pour l'évêque. La construction se poursuivit depuis 2004,, jusqu'au millénaire de Iaroslavl en 2010.
De nombreuses critiques furent émises surtout quant aux dimensions de l'édifice. En particulier, sa construction fit émettre des appréhensions lors de la 33e session du comité Unesco sur le patrimoine mondial, du fait des changements qu'elle provoquait sur la vue d'ensemble de la ville. Or la ville avait été reprise pour la valeur de son centre historique dans la liste du patrimoine mondial.
Les monuments les plus importants de la ville avaient été utilisés par l'impératrice Catherine II pour former une composition dans le plan rénové de ce centre.

« Un tel "colosse" est dangereux à cette embouchure. Le sol "flotte" à cet endroit et même si l'église ne descend pas plus bas, sous l'action d'une telle masse la berge pourrait être emportée. Le palais du métropolite pourrait partir sur l'eau à la dérive», — écrit un des éditorialistes locaux. »

Le soir du 27 août 2010, l'archevêque Cyrille officiait pour le premier service religieux dans la nouvelle église, quoique tous les travaux ne fussent pas terminés. La cathédrale fut consacrée par le patriarche Cyrille Ier, le 12 septembre 2010.

## Liens
- « Centre historique de la ville de Yaroslavl », sur UNESCO Centre du patrimoine mondial (consulté le 20 septembre 2020)
- Les photos de la cathédrale sur Commons
- Новости о строительстве собора на оф. сайте Ярославской епархии (nouvelles de la construction de la cathédrale de Iaroslavl)
- «Тайны Успенского собора» в Ярославле(les secrets de la cathédrale de la Dormition)
- (ru) Kerk van Rusland( église de Russie)

## Source
- (ru) Cet article est partiellement ou en totalité issu de l’article de Wikipédia en russe intitulé « Успенский собор(Ярославль) » (voir la liste des auteurs).